# Chocolate Milk
Chocolate Milk is een soul- en funkgroep afkomstig uit New Orleans. De band werd opgericht in 1974 en was vrij succesvol in de periode 1975-1982, onder meer met het nummer "Action Speaks Louder Than Words", het titelnummer van hun eerste album op RCA Records (1975) dat geproduceerd werd door Allen Toussaint. Dit was hun enige single die de Billboard Hot 100-lijst bereikte (op nummer 69). De groep bestond toen uit Frank Richard (zang), Amadee Castenell, Jr. (saxofoon, fluit), Joe Foxx (Joseph Fox III) (trompet), Ernest Dabis (bas), Robert Dabon (toetsenist), Mario Tio (gitaar), Dwight Richards (drums) en Kenneth "Afro" Williams (percussie).
De singles "Girl Callin" (1978) en "Blue Jeans" (1981) haalden nog de top-20 van de R&B-Singleshitlijst van Billboard. In 1980 gingen ze weg bij Allen Toussaint. Hipnotism werd geproduceerd door George Tobin, die onder meer met Smokey Robinson en Natalie Cole had gewerkt. De volgende albums Blue Jeans en Friction werden geproduceerd door Allen Alvoid Jones Jr., de producer van Memphis-soul- en funkbands als The Bar-Kays. "Who's Getting It Now" uit het album Friction werd een dancehit.
Diverse R&B-acts hebben samples van Chocolate Milk gebruikt; onder meer Immature (later IMx) die een sample van "Girl Callin" verwerkten in hun hit "We Got It" (1995).

## Discografie

### Albums
- Action Speaks Louder Than Words (1975)
- Comin' (1976)
- Chocolate Milk (1977)
- We're All In This Together (1977)
- Milky Way (1979)
- Hipnotism (1980)
- Blue Jeans (1982)
- Friction (1982)

### Compilaties
- Ice Cold Funk: The Greatest Grooves of Chocolate Milk (1998)
- Best of Chocolate Milk (2002)